# 新比西耶尔
新比西耶尔（法語：Bussière-Nouvelle，法語發音：[bysjɛʁ nuvɛl]）是法国克勒兹省的一个市镇，属于欧比松区。

## 地理
新比西耶尔（46°1'9"N, 2°25'36"E）面积8.52 平方千米，位于法国新阿基坦大区克勒兹省，该省份为法国中部省份，位于法國中央高原西北部，北起安德尔省和谢尔省，西接维埃纳省，南至科雷兹省，东临多姆山省，东北与阿列省接壤。
与新比西耶尔接壤的市镇（或旧市镇、城区）包括：阿尔弗耶-沙坦、勒孔帕、吕佩尔萨、曼萨、鲁尼亚、塞米尔。

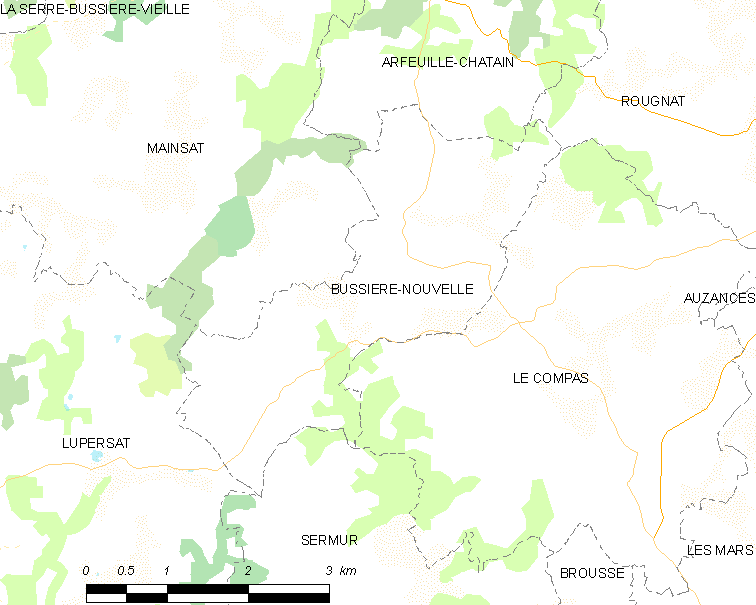
新比西耶尔的OSM定位图

新比西耶尔的时区为UTC+01:00、UTC+02:00（夏令时）。

## 行政
新比西耶尔的邮政编码为23700，INSEE市镇编码为23037。

## 政治
新比西耶尔所属的省级选区为欧藏斯县。

## 人口

1962-2008年间新比西耶尔人口变化图示

新比西耶尔于2022年1月1日时的人口数量为75人。